# Lobelia exilis
Lobelia exilis là loài thực vật có hoa trong họ Hoa chuông. Loài này được Hochst. ex A.Rich. mô tả khoa học đầu tiên năm 1850.